# Éditions musicales transatlantiques
 (septembre 2020).
Si vous disposez d'ouvrages ou d'articles de référence ou si vous connaissez des sites web de qualité traitant du thème abordé ici, merci de compléter l'article en donnant les références utiles à sa vérifiabilité et en les liant à la section « Notes et références ».
Pour les articles homonymes, voir EMT.
Les Éditions musicales transatlantiques (ou EMT) sont une maison d'édition de partitions musicales, dont le répertoire couvre pratiquement tous les genres musicaux, du XVe siècle à nos jours.

## Historique
Les Éditions transatlantiques sont créées en 1947 en tant que département « classique » du groupe des éditions Ray Ventura par le compositeur de musique de films et de chansons Marc Lanjean.
Lorsqu'elle devient totalement indépendante, la société passe, au début des années 1970, sous la direction du compositeur Patrick Marcland, qui poursuit et étend l'action de son prédécesseur dans les mêmes domaines, tout en éditant des compositeurs venus de domaines différents, mais néanmoins célèbres, tels que Jean Françaix, Tristan Murail, Claude Ballif, Yoshihisa Taïra ou encore Luc Ferrari, mais aussi la branche pédagogique de l'édition musicale.
Fin 2009, la société est rachetée par le groupe Première Music France affilié à Music Sales Group ltd.
La société est dissoute et radiée le 10 janvier 2013.

## Aperçu du catalogue
Les Éditions transatlantiques comprennent dans leur catalogue des œuvres célèbres, classiques et contemporaines :
- La pièce Jeux Interdits pour guitare, tirée du film du même nom.
- Les partitions des musiques de films composées par Vladimir Cosma ou par André Hossein.
- Le spectacle Ben-Hur créé par Robert Hossein, fils d'André, en 2006.
- Des partitions pédagogiques, rédigées par des instrumentistes contemporains : pour la guitare, par Rafael Andia ou Julio S. Sagreras ; pour la harpe celtique, par Dominig Bouchaud ; pour le piano, par Yves Feger, etc.

## Informations
- Dernier directeur : Claude Duvivier
- Le siège, pendant un temps à Ivry-sur-Seine, est transféré à Paris[Quand ?].